# Ebony Morrison
Ebony Leea Morrison (Miami, 28 dicembre 1994) è un'ostacolista statunitense con cittadinanza liberiana.

## Biografia
Cittadina statunitense, Morrison si è avvicinata allo sport da molto giovane ripercorrendo le orme materne. Ha studiato presso l'Università dell'Alabama e, a seguito della perdita della madre, è tornata nella città natale, presso l'Università di Miami, gareggiando nei circuiti NCAA.
Nel 2021, Morrison ha ottenuto l'eleggibilità nelle competizioni internazionali a rappresentare la Liberia, potendo così prendere parte ai Giochi olimpici di Tokyo 2020. Nel corso della manifestazione, in cui è stata portabandiera della delegazione nel corso della cerimonia d'apertura dei Giochi, si è fermata in semifinale ma ha stabilito un nuovo record nazionale nei 100 metri ostacoli.

## Palmarès
| Anno                            | Manifestazione      | Sede         | Evento   | Risultato  | Prestazione | Note                                     |
| ------------------------------- | ------------------- | ------------ | -------- | ---------- | ----------- | ---------------------------------------- |
| In rappresentanza della Liberia |                     |              |          |            |             |                                          |
| 2021                            | Giochi olimpici     | Tokyo        | 100 m hs | Semifinale | 12"74       | Record nazionale                         |
| 2022                            | Mondiali indoor     | Belgrado     | 60 m hs  | Semifinale | 8"07        | Record nazionale                         |
| 2022                            | Campionati africani | Saint Pierre | 100 m hs | Argento    | 12"77       | w                                        |
| 2022                            | Mondiali            | Eugene       | 100 m hs | Batteria   | 13"12       |                                          |
| 2023                            | Mondiali            | Budapest     | 100 m hs | Batteria   | 12"93       |                                          |
| 2024                            | Giochi panafricani  | Accra        | 4x100 m  | Argento    | 44"02       |                                          |
| 2024                            | World Relays        | Nassau       | 4×100 m  | Batteria   | 43"15       |                                          |
| 2024                            | Campionati africani | Douala       | 100 m hs | Oro        | 12"70       | Record dei campionati · Record nazionale |
| 2024                            | Campionati africani | Douala       | 4x100 m  | Bronzo     | 44"38       |                                          |
| 2024                            | Giochi olimpici     | Parigi       | 100 m hs | Semifinale | dq          |                                          |
| 2025                            | World Relays        | Guangzhou    | 4×100 m  | Batteria   | dnf         |                                          |